# Vlajka
Vlajka (La Bandiera in lingua ceca) è stato un movimento politico fascista, antisemita, nazionalista ceco. La pubblicazione omonima è stata fondata nel 1928, dall'editore Miloš Maixner; divenne movimento politico attivo nel 1930. Durante l’occupazione tedesca collaborò con i nazisti, motivo per il quale dopo la liberazione la formazione venne sciolta e i suoi membri puniti.

## Storia
Il movimento divenne politicamente attivo negli anni 30’ durante la Grande depressione ma non divenne mai popolare come lo furono altri partiti cecoslovacchi di ispirazione fascista come il CFN.
Dopo l’occupazione da parte del Terzo Reich il movimento collaborò strettamente con le forze naziste come la Gestapo e la Sicherheitsdienst con lo scopo di eliminare comunisti, ebrei e personalità legate al precedente establishment cecoslovacco; per questi motivi il movimento venne tollerato dagli occupanti tedeschi fino al 1942 quando venne permessa una sola organizzazione politica ceca, la Società nazionale (in ceco: Národní souručenství).
La Vlajka divenne politicamente inaccettabile dopo che Emanuel Moravec venne nominato Ministro dell’educazione nel governo del Protettorato di Boemia e Moravia; Moravec venne ferocemente criticato e denunciato dai membri della Vlajka di essere un ex-legionario, un ufficiale dell’Esercito Cecoslovacco e un probabile massone. Alla fine del 1942 la Vlajka venne sciolta e alcuni suoi leader, incluso Gen-Rys Rozsévač, furono trasferiti al Campo di Dachau come prigionieri.
Nonostante il partito non esistesse più, molti suoi ex-membri continuarono a collaborare con le forze naziste. Verso la fine della guerra formarono la Compagnia dei Volontari di St. Wenceslaus, l’unica Waffen-SS composta dai volontari di etnia ceca, la quale tuttavia non venne mai coinvolta in combattimenti.
Dopo la guerra, i leader della Vlajka furono condannati a pene tra i 5 – 20 anni di prigionia secondo quanto stabilito dal  Decreto di Beneš n.ro 16/1945; alcuni membri furono puniti con 1 anno di imprigionamento in base al decreto n.ro 138/1945. Quattro leader della Vlajka e molti altri membri che causarono la morte di persone tramite delle denunce furono condannati a morte . Gen-Rys Rozsévač venne impiccato nella prigione di Pankrác nel 1946.